# Vernon Reid

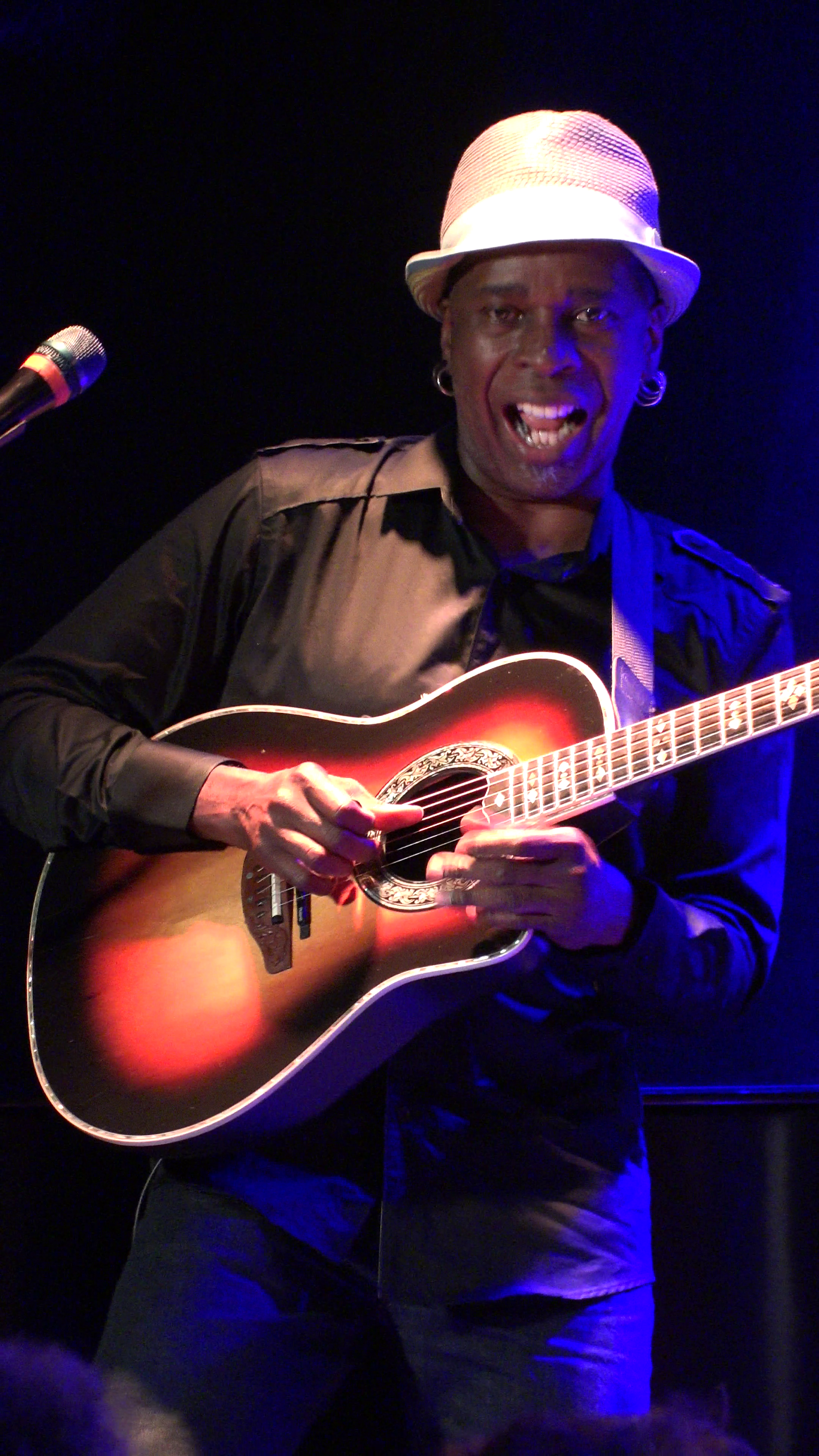
Vernon Reid, moers festival 2016

Vernon Alphonsus Reid (* 22. August 1958 in London) ist ein US-amerikanischer Fusion- und Crossovergitarrist, der einem breiteren Publikum als Gründer und Co-Leader der Band Living Colour bekannt ist.

## Leben und Wirken
Reid wuchs in Brooklyn (New York City) auf und lernte mit 15 Jahren – zunächst als Autodidakt – Gitarre. Nach einem kurzen Gastspiel bei dem R&B-Sänger Kashif gründete er gemeinsam mit Melvin Gibbs 1976 die Gruppe Point of View. Zwischen 1979 und 1985 waren Gibbs und Reid Mitglied von Ronald Shannon Jacksons Decoding Society, mit denen er auch später gelegentlich zusammenspielte. Nach sechs Alben mit Jackson und vielen Tourneen gründete er 1984 die Black-Rock-Gruppe Living Colour (zunächst als Trio), auf deren Tourneen Gäste wie Mick Jagger (an dessen Soloalbum Primitive Cool Reid, empfohlen von Doug Wimbish, später als Studiomusiker mitwirkte), Little Richard, Maceo Parker oder Geri Allen mitwirkten. Ende der 1980er Jahre lebte Reid in der Bowery in Lower Manhattan. Spätere Gruppen waren Masque (mit Leon Gruenbaum und Gästen wie Don Byron und Graham Haynes), Yohimbe Brothers (mit DJ Logic) und Polar Bear Club. Mit Jamaaladeen Tacuma und Calvin Weston bildete er das Trio Free Form Funky Freqs. Mit Jack Bruce, John Medeski und Cindy Blackman ging er 2008 und 2011 auf Tournee, um Stücke von Tony Williams neu zu interpretieren; 2012 folgte mit dieser „Supergroup“ das Album Spectrum Road.
Daneben spielte Reid auf Einspielungen von Public Enemy (so auf deren Debütalbum Yo! Bum Rush the Show) oder Defunkt mit, aber auch auf Tonträgern von Carlos Santana, John Zorn, Jamaaladeen Tacuma, Bill Frisell, Marcus Miller, Jack DeJohnette, Arto Lindsay, B. B. King, Pharoahe Monch oder Tracy Chapman. Gemeinsam mit den Gitarristenkollegen David Torn und Elliott Sharp hat er Guitar Oblique aufgenommen.
Reid sieht seine musikalischen Wurzeln im Rock gleichermaßen wie in Jazz-Vorbildern wie Eric Dolphy, John Coltrane und Ornette Coleman und sieht sich in der Tradition schwarzer Rock/Jazz-Gitarristen wie Ernie Isley (von den Isley Brothers), Jimi Hendrix, Blackbird McKnight und Arthur Rhames.
Reid hat u. a. die beiden Grammy-nominierten Alben Papa von Salif Keïta und Memphis Blood: The Sun Studio Sessions von James Blood Ulmer sowie Filmmusiken produziert.
Reid wurde vom Magazin Rolling Stone als einer der 100 „größten“ Gitarristen aller Zeiten ausgezeichnet.
Er wirkte als Musiker und Mitautor des Liedes Habibe an den Aufnahmen des Weltmusik-Kompilations-Albums mit dem Namen Big Blue Ball von Peter Gabriel und Karl Wallinger mit, das in den Sommern der Jahre 1991, 1992 und 1995 in den Real World Studios aufgenommen wurde und 2008 erschien.

## Black Rock Coalition
Joe Gores biographischem Essay über Reid zufolge fallen afroamerikanische Hard-Rock-Bands aus den Vermarktungsmustern der Musikindustrie heraus. Vernon Reid hat mit zahlreichen Aktionen die stilistischen Stereotype des Musikbusiness attackiert und mit dem Journalisten Village-Voice-Autor Greg Tate und mit anderen schwarzen Musikern 1985 die Initiative Black Rock Coalition ins Leben gerufen, „eine vereinte musikalische und politische Front von progressiven schwarzen Künstlern und Unterstützern“. In ihrem Aufruf machten sie Front gegen „Amerikas Apartheid-orientierten Rock-Zirkus“ und forderten das Recht auf kreative Freiheit und Zugang zu den US- und internationalen Märkten. Sie argumentierten, dass mit der Existenz von „Schwarzen Charts“, „schwarzem Radio“ und „schwarzer Konzert-Promotion“ ein getrenntes, aber ungleiches ökonomisches System andauere. Vernon Reid sagte in einem Interview mit der Washington Post: „Die weiße Seite der Industrie behauptet, dass sie keine schwarze Band auf ein Album-Cover tun und es in den Malls der Vorstädte verkaufen könne. Die schwarze Seite der Industrie sagt, dass das schwarze Publikum keinen Rock ’n’ Roll hören wolle“.

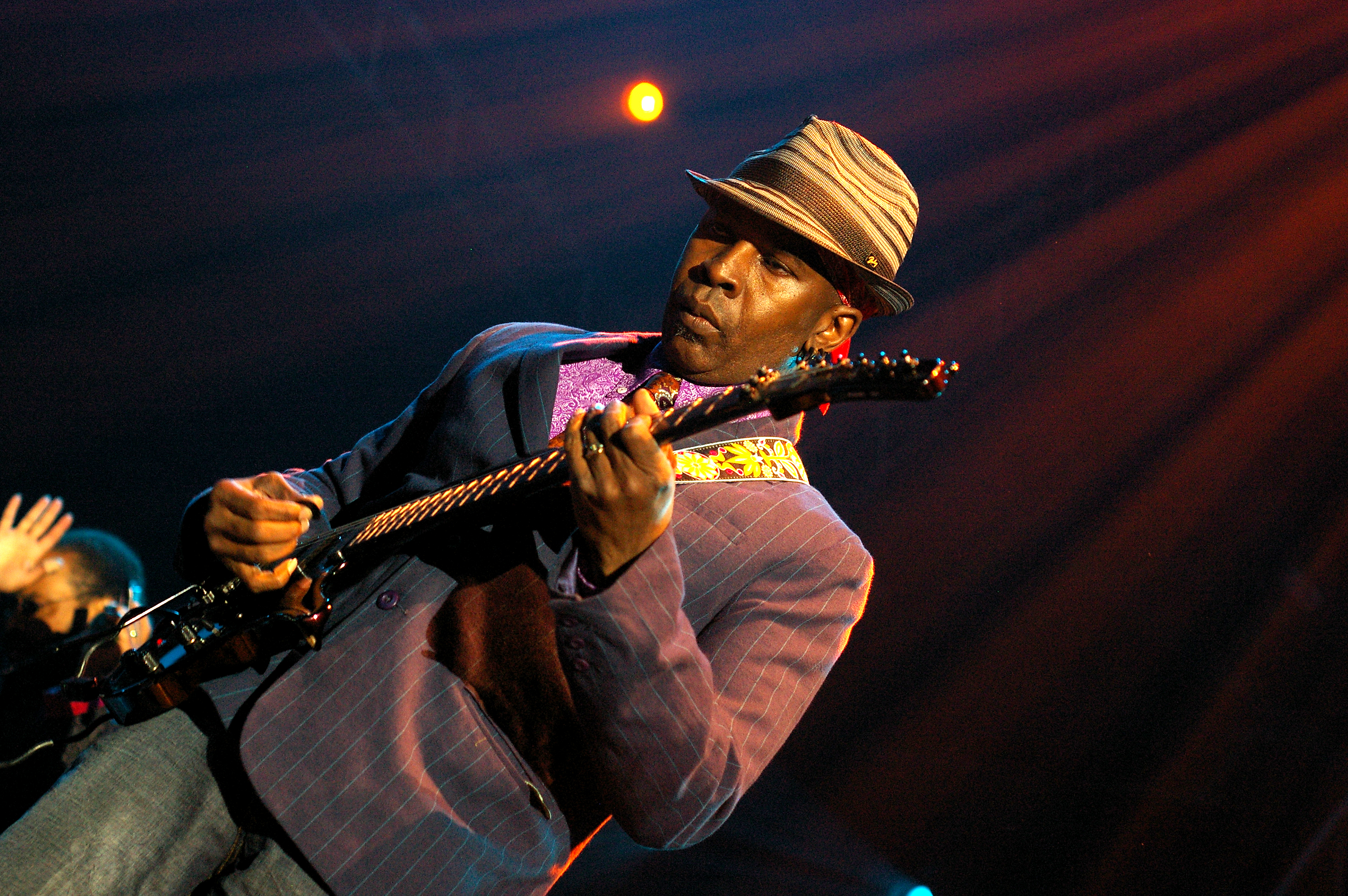
Vernon Reid bei Rawa Blues (2010)

## Diskographische Hinweise
- Smash & Scatteration (mit Bill Frisell) (1984)
- GTR OBLQ (mit Elliott Sharp und David Torn) (1998)
- Mistaken Identity (1996)
- Front End Lifter – Yohimbe Brothers (2002)
- Known Unknown (2004)
- The Tao Of Yo – Yohimbe Brothers (2004)
- Other True Self (2006)